# آنزن-سن-ابن
آنزن-سن-ابن (به فرانسوی: Anzin-Saint-Aubin) یک کمون در فرانسه است که در پا-دو-کاله واقع شده‌است.

## خصوصیات
آنزن-سن-ابن ۵٫۱۳ کیلومترمربع مساحت و ۲٬۷۴۲ نفر جمعیت دارد و ۶۸ متر بالاتر از سطح دریا واقع شده‌است.